# Arlövgården
Arlövgården är en bebyggelse i Burlövs kommun i Skåne belägen strax sydost om motorvägen E22, omgiven av Malmö Burlöv GK. SCB avgränsade här 2010 en småort men 2015 hade folkmängden i området minskat och småorten avregistrerades,, men 2020 klassades den åter som småort av SCB för att 2023 åter avregistreras.